# 巴勒斯坦司法部
巴勒斯坦司法部（阿拉伯语：‎）是巴勒斯坦國負責執行司法工作的政府部門，於1994年隨巴勒斯坦自治政府成立。該部旨在透過制定公義、平等及有序的規則以滿足社會需求。

## 司法部長列表
- Freih Abu Madin[1]（1994年–2002年）
- Ibrahim Al-Daghmeh[1]（2002年）
- Zuhair Sourani[2]（2002年–2003年）
- Abdul Karim Abu Salah[3]（2003年）
- Jawad Al-Tibi[4]（2003年）
- Nahed Al Rayes[5]（2003年–2005年）
- Farid Al-Galad[1]（2005年–2006年）
- Ahmed Khalidi（英语：Ahmed Khalidi）[1]（2006年–2007年）
- Ali Sartawi[6]（2007年）
- Youssef Al-Mansi[7]（2007年–2008年）
- Ahmed Shweidh[1]（2008年）
- Mohamed Farag Al Ghoul[8]（2008年–2012年）
- Mazen Haniyeh[9]（2012年–2013年）
- Attallah Abu Sobh（阿拉伯语：عطا الله أبو السبح）（2013年至今）